# Retablo de Kefermarkt

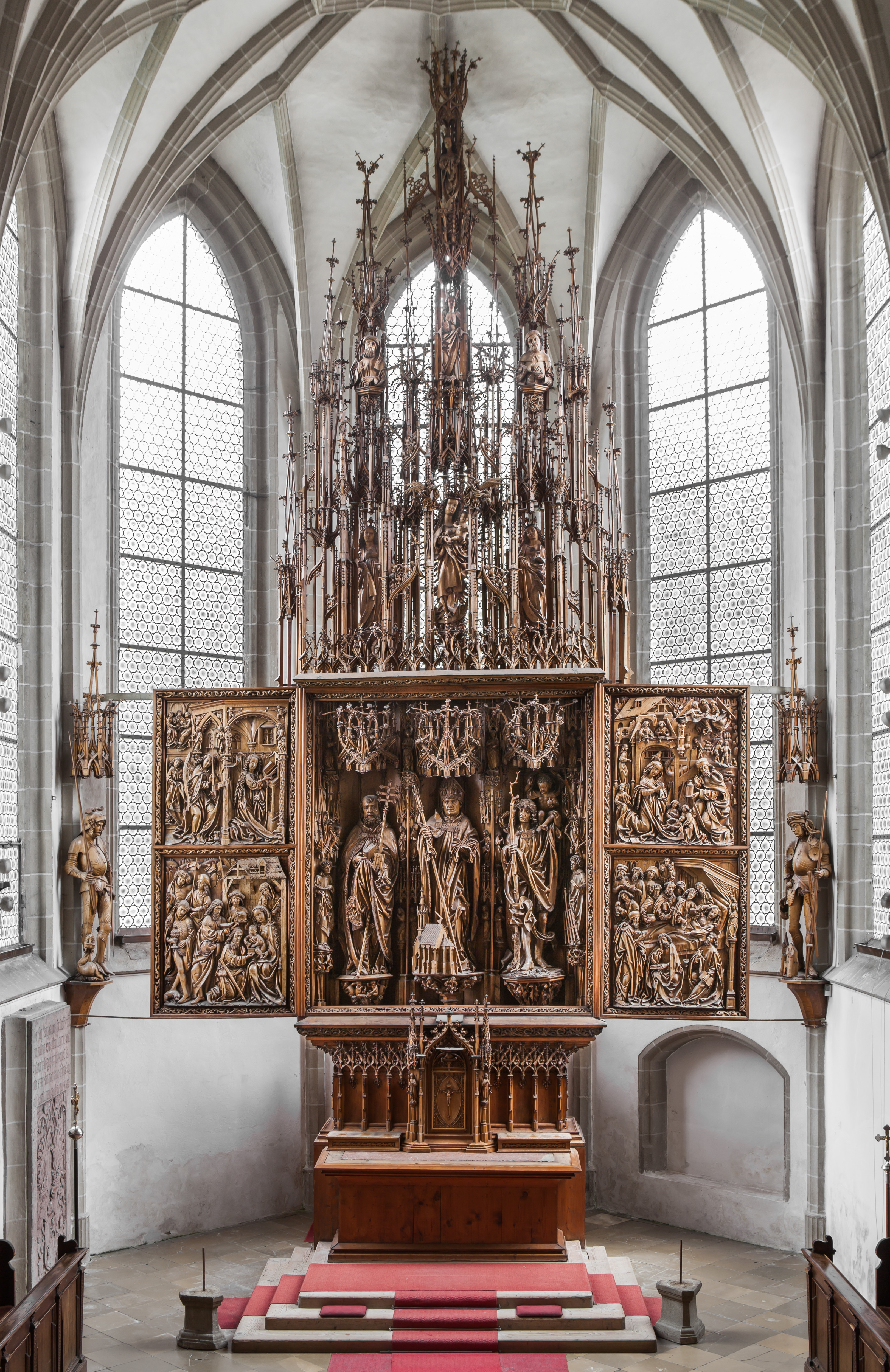
Retablo de Kefermarkt

El retablo de Kefermarkt (en alemán: Kefermarkter Flügelaltar) es un retablo de estilo gótico tardío en la iglesia parroquial de Kefermarkt, Alta Austria. Fue encargado por el caballero Christoph von Zellking y se estima que fue terminado en 1497. El retablo de madera ricamente decorado representa a los santos Pedro, Wolfgango y Cristóbal en su sección central. Los paneles laterales representan escenas de la vida de María, y el retablo también tiene una superestructura intrincada y dos figuras laterales que muestran a los santos Jorge y Florián. Se desconoce la identidad de su creador, pero al menos dos hábiles escultores parecen haber creado la estatua principal del retablo. A lo largo de los siglos, el retablo se ha ido modificando perdiendo su pintura y dorado originales. Se realizó una importante restauración en el siglo XIX bajo la dirección del escritor Adalbert Stifter. El retablo ha sido descrito como "uno de los mayores logros de la escultura medieval tardía en el área de habla alemana".

## Historia

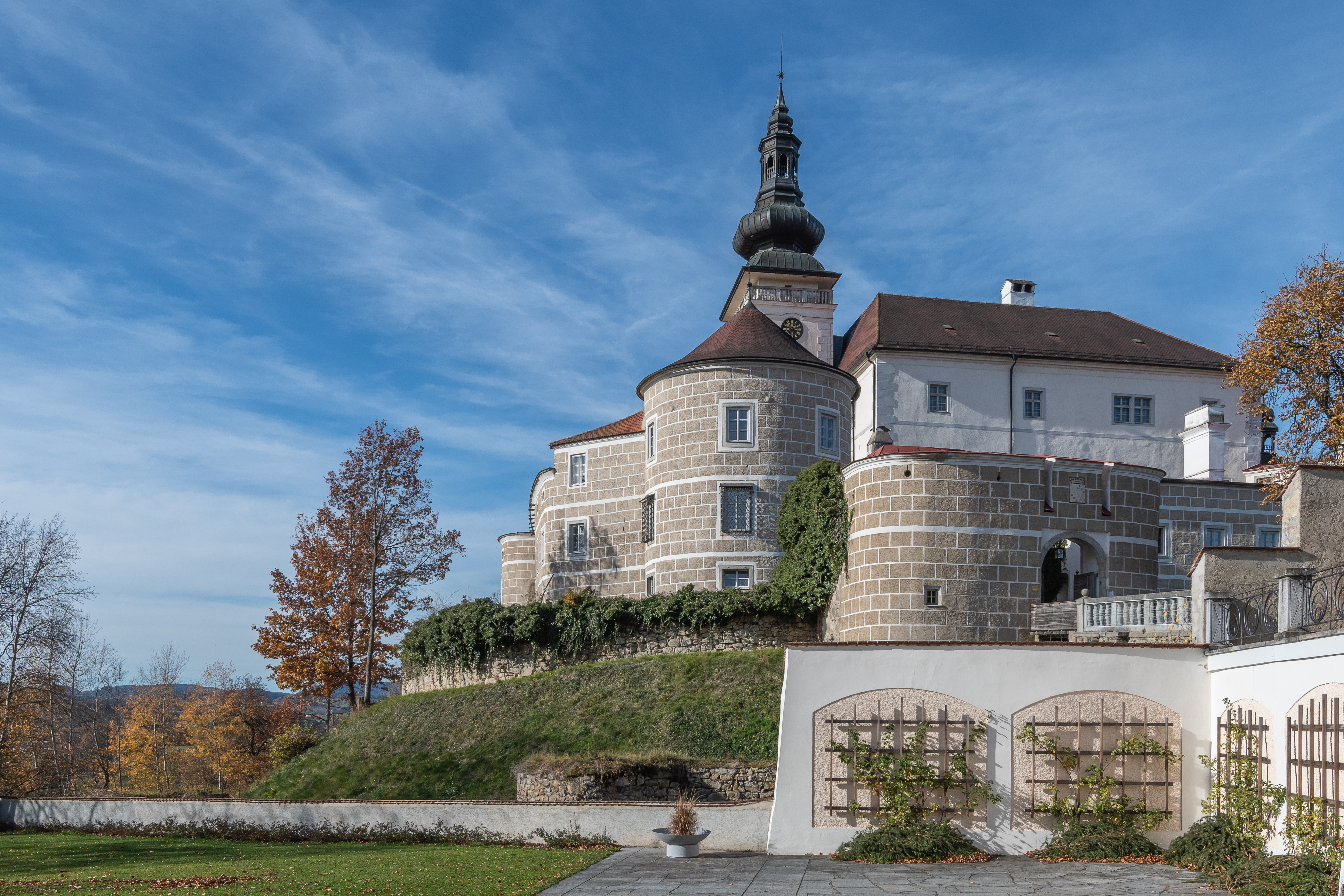
Schloss Weinberg, en las afueras de Kefermarkt, fue la residencia de Christoph von Zellking, quien encargó el retablo.

### Comisión y creación
Christoph von Zellking, señor del cercano Schloss Weinberg y consejero del emperador Federico III, encargó la construcción de una nueva iglesia para Kefermarkt entre 1470 y 1476. En su última voluntad y testamento de 1490 proporcionó el dinero para pagar, a plazos, un retablo dedicado a San Wolfgango también después de su muerte. Cuando se redactó el testamento, el retablo ya debe haber sido comisionado y es posible que ya se haya comenzado a trabajar en él. Al año siguiente, Christoph von Zellking murió y fue enterrado en el coro de la iglesia. Si bien el retablo de Kefermarkt no tiene inscripciones u otros indicios sobre su origen, varias circunstancias indican que sigue siendo el retablo encargado por Christoph von Zellking. Un recibo de 1497 (luego perdido) documentaba el pago final del retablo, indicando que el retablo pudo haber sido instalado en la iglesia ese año. Una cruz de la iglesia de Kefermarkt también lleva la fecha de 1497, lo que indica que la iglesia ya estaría terminada y el mobiliario instalado.

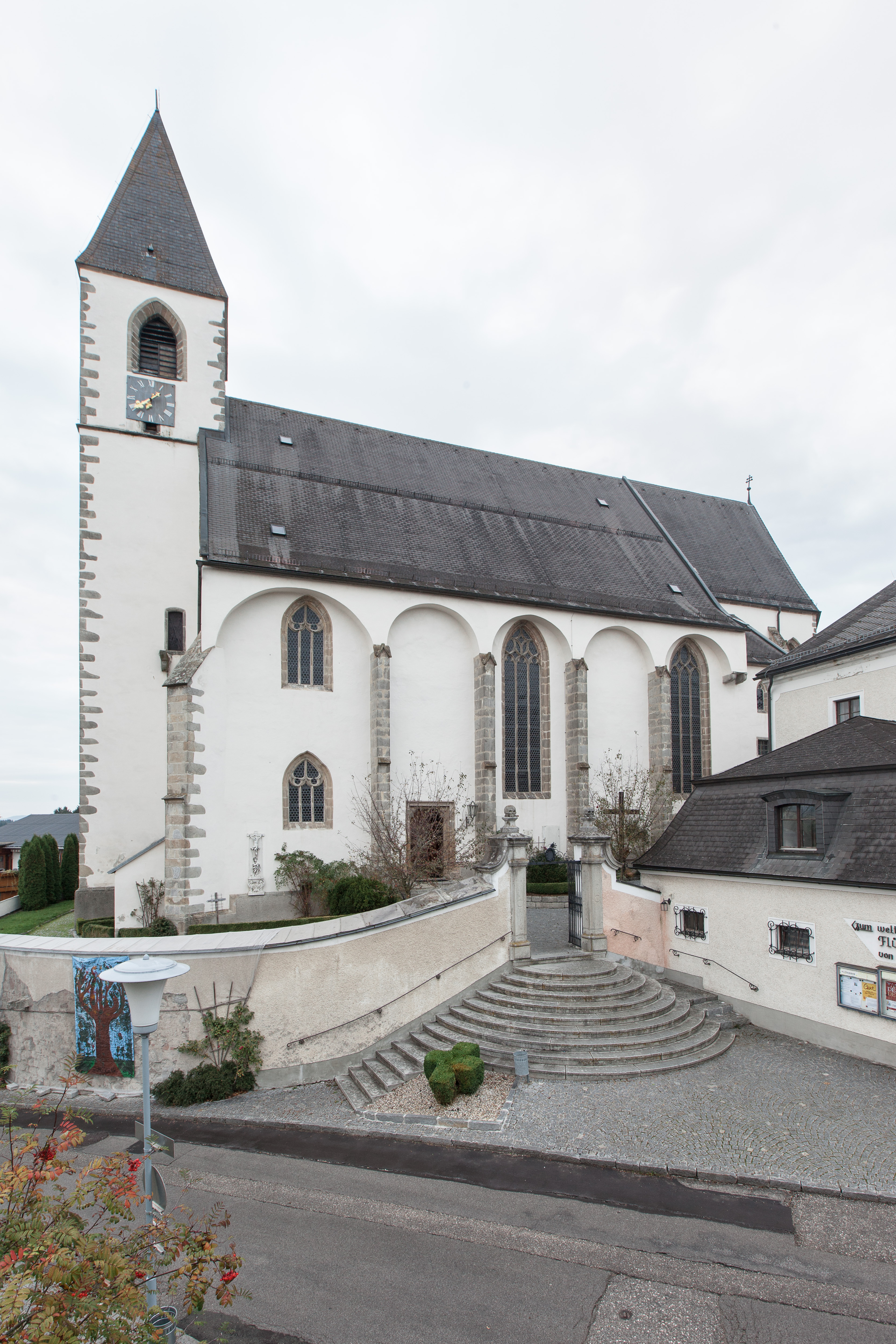
La iglesia de Kefermarkt, donde se encuentra el retablo.

El retablo fue realizado por un escultor principal, a quien a menudo se hace referencia con un nombre convenido como el Maestro del Retablo de Kefermarkt. Se ha supuesto que era el jefe de un taller, que junto con su escultor principal realizó dos de las figuras de la sección central (San Wolfgango y San Pedro), los relieves en las alas y la mayor parte de la estatuaria menor. Los elementos arquitectónicos y la superestructura pueden haber sido realizados por el taller de un ebanista. La identidad del escultor principal y la ubicación del taller se ha debatido durante mucho tiempo. Debido a su calidad inusual, se ha propuesto de manera poco convincente que el retablo fue realizado por Tilman Riemenschneider, Veit Stoss, Michael Pacher y Alberto Durero. La mayoría de los estudiosos han llegado a la conclusión de que el taller que produjo el retablo estaba activo en Passau, pero como se han conservado pocas obras de arte comparables de Passau, no se han extraído conclusiones definitivas. Del mismo modo, se ha propuesto que un tal Martin Kriechbaum sería el maestro del retablo de Kefermarkt. En los registros de archivo se le menciona como "pintor", pero esto no significa necesariamente que no fuera también experto en tallado en madera, y se sabe que tuvo encargos tanto en la Alta como en la Baja Austria.

### Cambios
Después de la Reforma, la familia Zellking se convirtió en protestante en 1558, y la iglesia católica fue descuidada. En 1629, la iglesia se cerró por completo y solamente se volvió a abrir en 1667 después de pasar a ser regida por jesuitas durante la contrarreforma. La iglesia fue restaurada en 1670 y en este momento parece que el retablo fue modificado para adecuarlo al gusto barroco predominante. Las alas podían cerrarse originalmente, pero ahora fueron fijadas a la sección central. La superestructura fue ampliada y enriquecida con otras esculturas góticas, tomadas de altares laterales. Las dos grandes estatuas que no estaban en consolas de pared junto al retablo se colocaron en la parte superior de las alas.
El retablo originalmente estaba parcialmente dorado y pintado, pero hoy solo quedan fragmentos de la policromía. A finales del siglo XVIII, todo el retablo se cubrió con cal para adaptarse mejor al gusto y los ideales de la época, como también ocurrió con los retablos también góticos de Niederrotweil y Moosburg.

### Restauración
En la primera mitad del siglo XIX, el retablo sufría daños por la carcoma. En 1852, el pastor se acercó al gobernador de Alta Austria Eduard von Bach y le pidió ayuda para restaurarlo. El gobierno local  consideró el retablo como un "monumento nacional" y su restauración como una cuestión de honor. El trabajo fue dirigido por el escritor Adalbert Stifter, quien también fue conservador de arte. Los trabajos de restauración se llevaron a cabo entre 1852 y 1855. Además de Stifter, el equipo de restauradores incluía a los escultores Johann Rint y Josef Rint, así como a varios trabajadores contratados. La restauración está bien documentada y está claro que se esforzó por preservar y restaurar el retablo a sus mejores capacidades. Sin embargo, la renovación de gran alcance ha sido criticada, sobre todo por la eliminación completa de la policromía medieval restante. Probablemente, Stifter asumió que los fragmentos de pintura medieval bajo el encalado barroco también se habían aplicado durante el período barroco. Durante la renovación, gran parte de la superestructura tuvo que ser reemplazada ya que había sido demasiado infectada por escarabajos. Adalbert Stifter también proporcionó una descripción del retablo en su novela Der Nachsommer.
En 1929, se hizo un nuevo intento para deshacerse de los escarabajos del mueble que dañaban el retablo.

## Descripción
El retablo de Kefermarkt ha sido llamado "uno de los mayores logros de la escultura medieval tardía en el área de habla alemana". El retablo tiene 13.8 metros de altura desde el suelo hasta la parte superior de la superestructura y 6.17 metros de ancho. Está hecho de madera de tilo, con algunos detalles de alerce añadidos en el siglo XIX, y consta de cuatro partes diferenciadas: una predela en la base, una sección central rectangular en forma de gabinete poco profundo, dos alas y un superestructura intrincada. No integradas en la estructura en sí, sino que forman parte del conjunto del retablo, también hay dos figuras que representan a San Jorge y San Florián, hoy colocadas sobre consolas a ambos lados del retablo.

### Tramo central

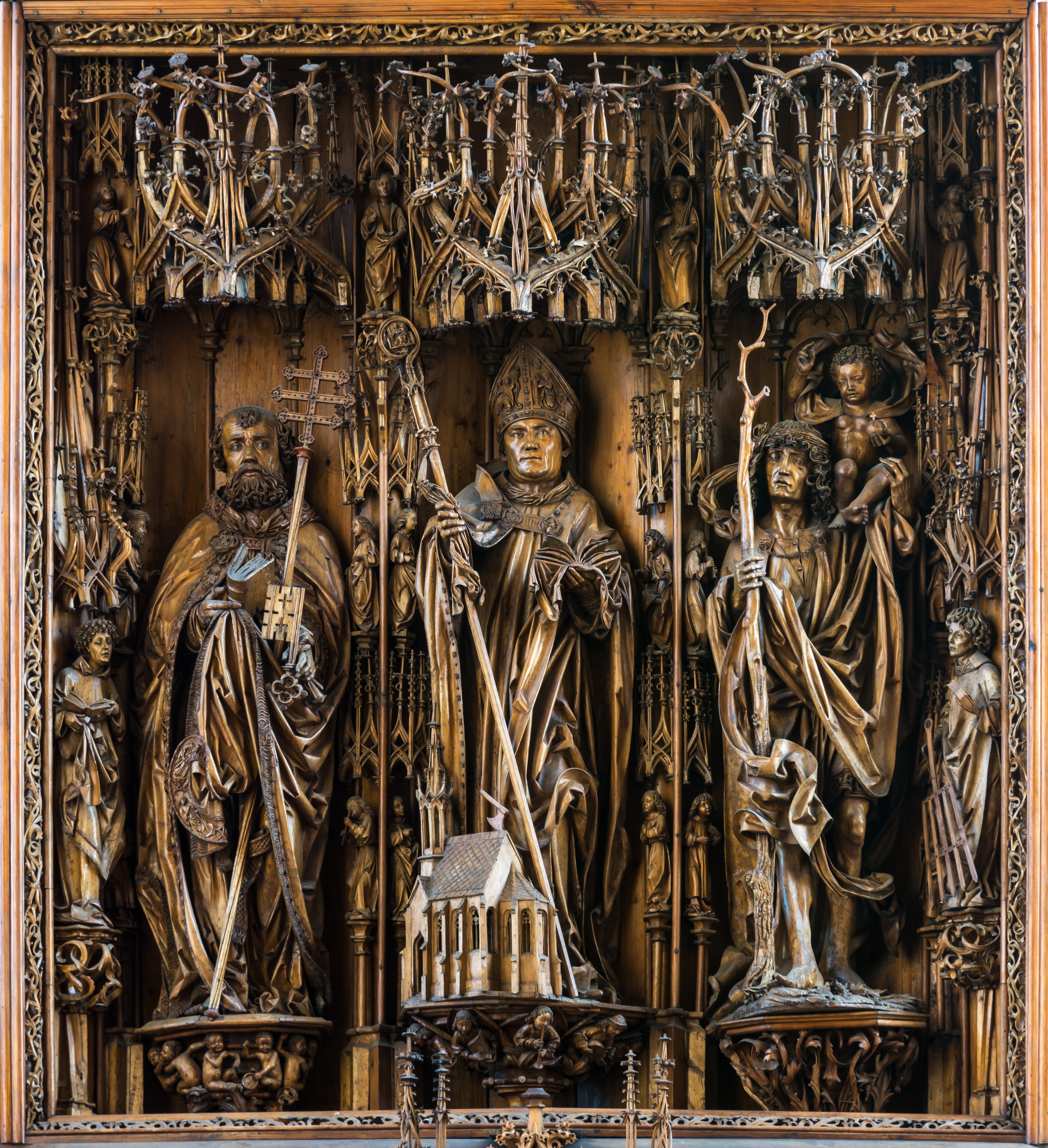
El tramo central del retablo

La sección central está dividida en tres nichos poco profundos, cada uno con una estatua un poco más grande que la vida de los santos Pedro, Wolfgango y Cristóbal. Están sostenidos por ménsulas ricamente talladas y coronados por baldaquinos. San Wolfgango, el santo patrón de la iglesia, ocupa el nicho del medio y también es un poco más grande que los demás santos. Peter está a la derecha de San Wolfgango y San Cristóbal a su izquierda. San Cristóbal fue el santo patrón personal de Christoph von Zellking, de ahí la ubicación prominente del santo en el retablo. La estatua de San Cristóbal parece haber sido realizada por un artista, mientras que las estatuas de San Pedro y Wolfgango, así como los paneles laterales, por otro. Especialmente la estatua de San Cristóbal ha sido elogiada por su rostro demacrado, expresivo pero sensible, mientras que las otras esculturas han sido descritas como más rígidas en sus expresiones, y las cortinas de su ropa ejecutadas con menos habilidad y delicadeza. Inusualmente, San Cristóbal no se representa como un gigante fuerte, que era la tradición medieval, sino como un hombre joven. Su cabeza "delata una sensibilidad que sólo se encuentra en las mayores obras de la escultura del gótico tardío".
La escultura de San Wolfgango es la más grande de las tres, mide 220 centímetros de alto. El santo está representado con un traje de obispo completo, vestido con una capa y sosteniendo un báculo. A sus pies hay una iglesia modelo con un hacha pegada a su techo, uno de los atributos del santo. Sus rasgos faciales "muestran que es un hombre de considerable energía y empuje", según el historiador de arte Rainer Kahsnitz. San Pedro, de 196 centímetros de altura, está aún más lujosamente vestido que San Wolfgango. Su capa de brocado decorada envuelve casi por completo al santo. Sus manos enguantadas tienen la llave del cielo, su atributo y un libro. Entre los pliegues de su vestido, una férula papal se aloja contra su hombro izquierdo. San Cristóbal, por último, se representa como un joven que lleva a Cristo sobre sus hombros. La estatua mide 190 centímetros. Está descalzo y con la cabeza descubierta. Se sostiene con una rama tosca mientras lleva a Cristo a través de un río, y el viento le alborota la ropa.
Al lado de la sección central, dos estatuas más pequeñas que representan a San Esteban y San Lorenzo están colocadas hacia adentro. Ambos miden 95 centímetros de alto y representan a los santos de manera bastante tradicional con vestimenta litúrgica.

### Alas
Aparte de San Wolfgango, la santa principal del retablo es María. Una estatua de ella se coloca de manera prominente en el medio de la superestructura, sobre el panel central. Además, dos alas exhiben cada una un par de relieves de madera con escenas de la vida de María. Las alas que originalmente se podían cerrar ahora están arregladas. Originalmente, los exteriores pueden haber sido pintados con escenas de la vida de San Wolfgango. El ala del lado derecho de los santos muestra en su panel superior la Anunciación, y en su panel inferior la Adoración de los Reyes Magos. La otra ala muestra el nacimiento de Cristo arriba y la muerte de María en el panel inferior. La figura de María está representada de manera similar en todos los paneles.
En la escena de la anunciación, se representa a María arrodillada en un taburete de oración dentro de una estructura semiabierta, sostenida por pilares inusualmente tallados, coronados por encima de sus capiteles con figuras que probablemente pretenden ser profetas del Antiguo Testamento. El arcángel Gabriel está entrando en la estructura y sostiene un rollo de discurso donde se ven partes de su saludo, el Ave María. En la esquina superior izquierda se puede ver una representación de Dios Padre entre nubes y flanqueado por dos ángeles. Originalmente, el panel también contenía una paloma, símbolo del Espíritu Santo, pero se ha perdido.
En el lado opuesto, en la sección superior del ala del lado izquierdo de los santos, se representa el nacimiento de Cristo. María es representada arrodillada en devoción frente a Cristo, que se coloca ante ella en un pliegue de su vestido. Del otro lado, Joseph también está arrodillado frente al niño. Sobre María, en el techo del edificio detrás de ellos, hay dos ángeles tocando una mandolina y un laúd. Al fondo se aprecia la anunciación a los pastores.
Siguiendo cronológicamente esta escena está el panel debajo de la escena de la anunciación. Aquí se representa el tema de la adoración de los magos. María mira al niño Cristo mientras uno de los magos está arrodillado frente a él; el niño juega con el oro en la caja que trae. Tanto él como el segundo Mago, detrás de él, se han quitado el sombrero en señal de respeto.
El último panel representa la muerte de María. Ella está tranquilamente acostada en su lecho de muerte, mientras un ángel diminuto mantiene la cortina abierta para que el espectador pueda ver mejor a María. Los doce apóstoles están presentes, cada uno representado con rasgos individuales. Sobre la cabeza de San Pedro, Cristo aparece en una nube, recibiendo el alma de su madre en forma de pequeña figura.

Los paneles de las alas
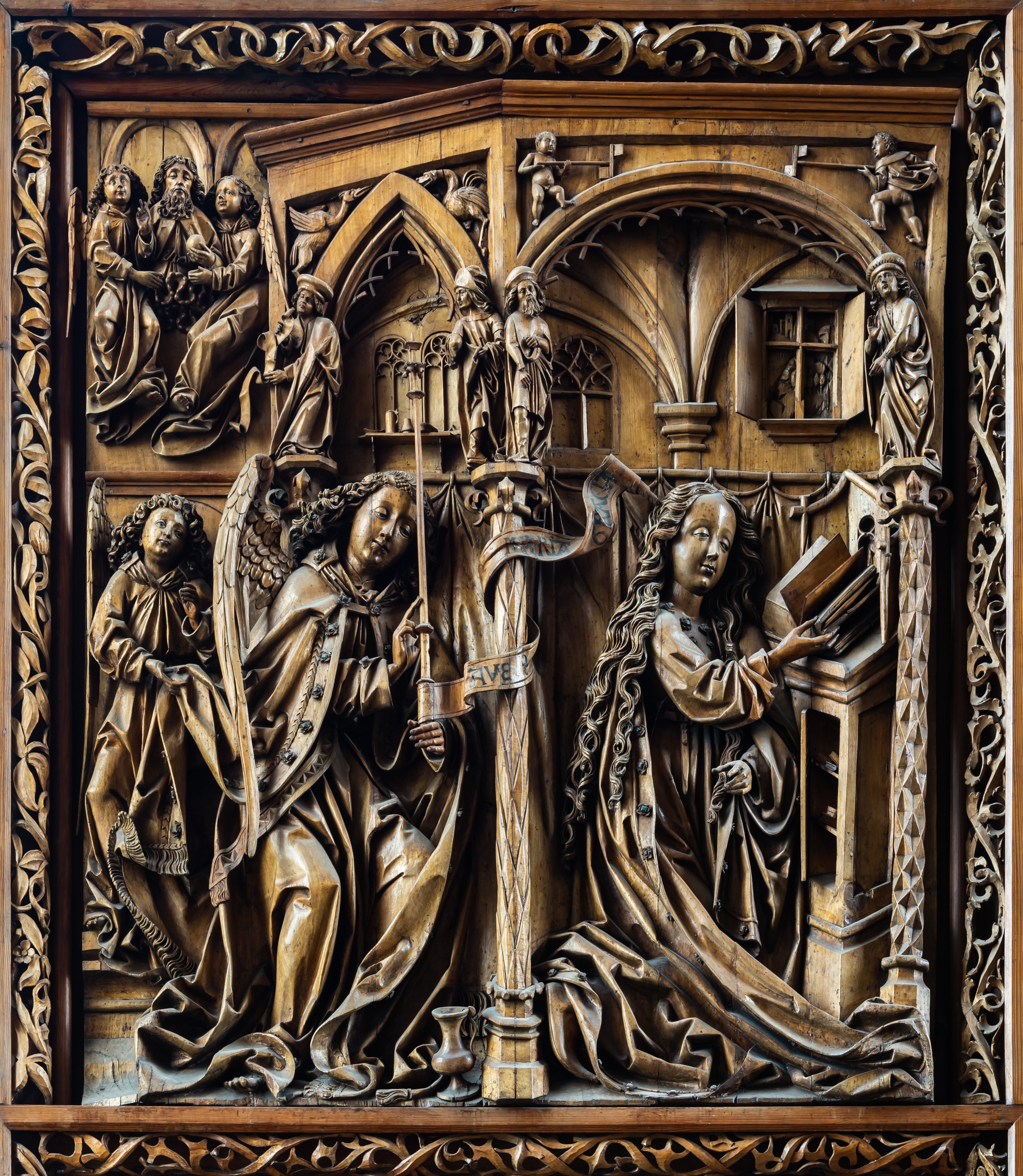
La Anunciación, panel superior del ala derecha
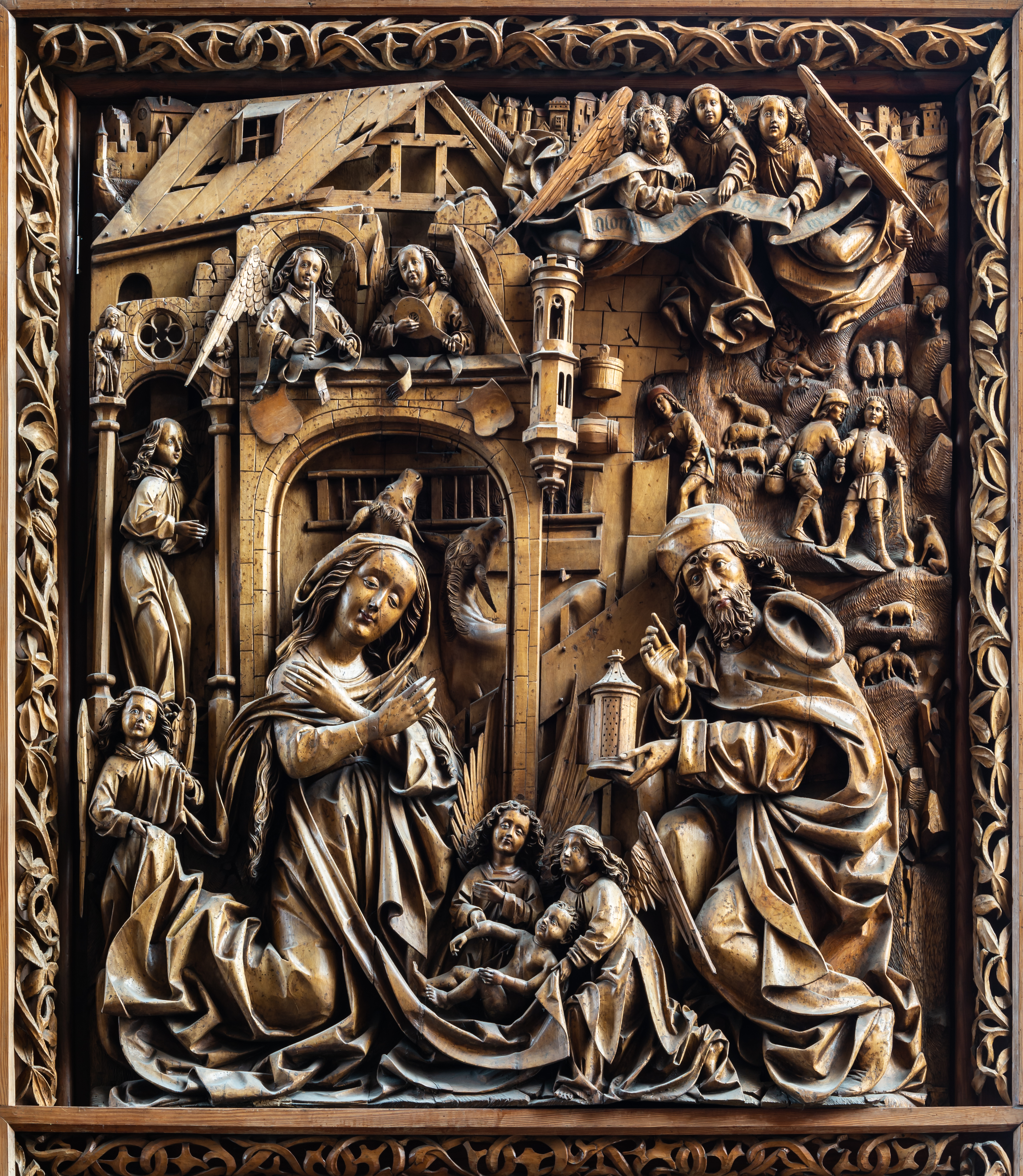
Nacimiento de Cristo, panel superior del ala izquierda
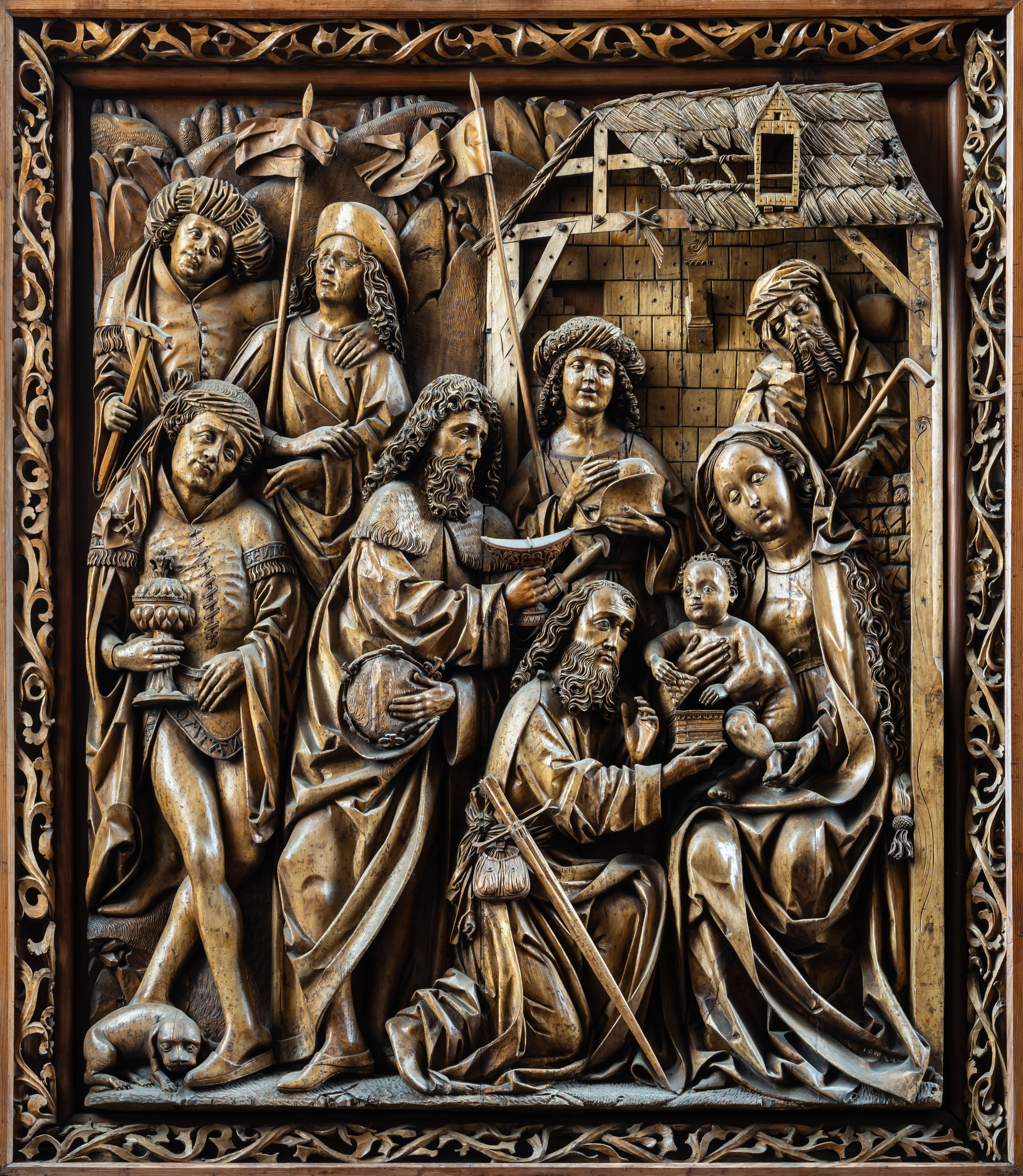
Adoración de los magos, panel inferior del ala derecha
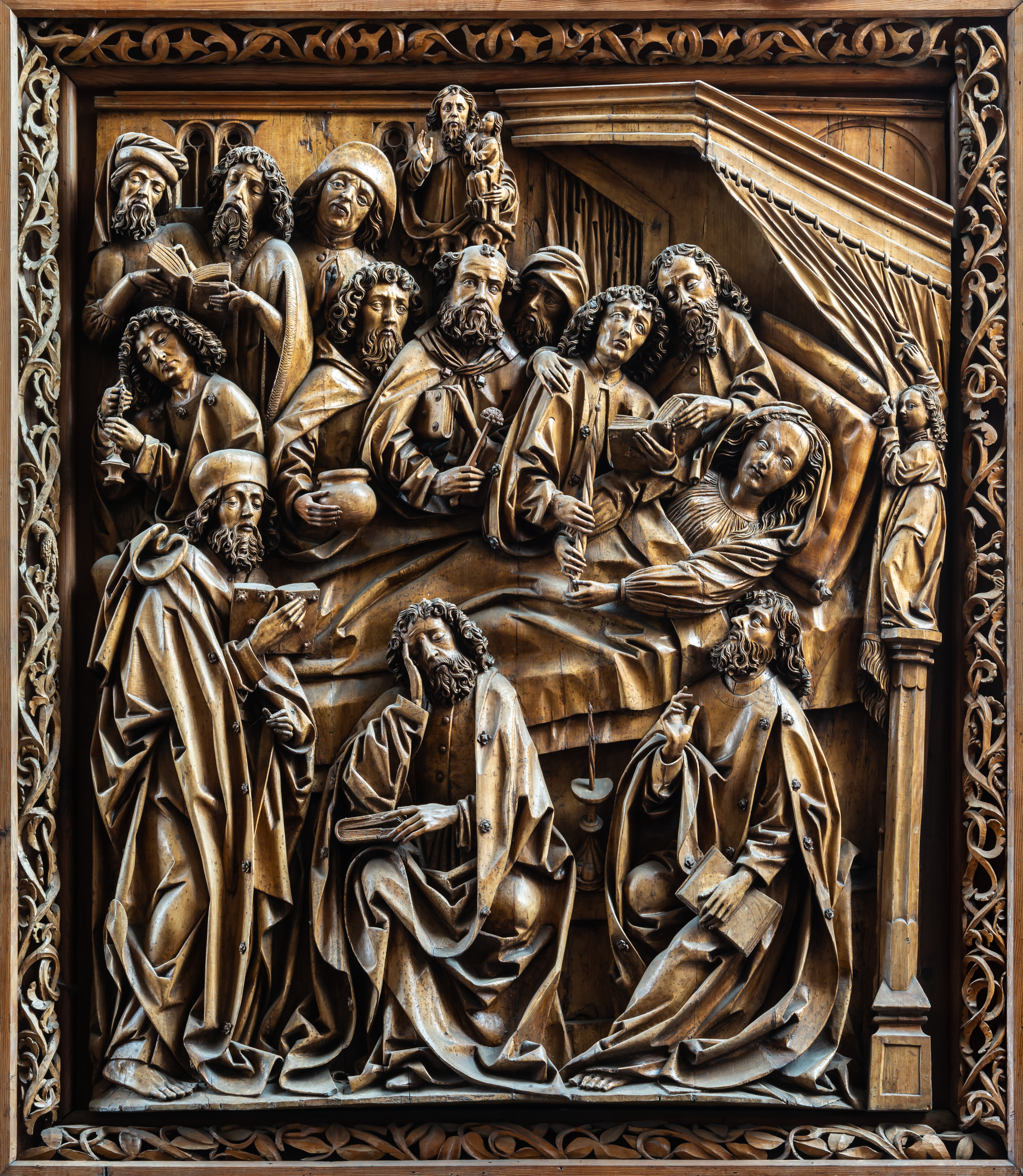
Muerte de María, panel inferior del ala izquierda

### Superestructura
En la superestructura elaboradamente tallada, las santas María, Catalina y Bárbara están representadas, mientras que la parte superior muestra representaciones de Inés de Roma flanqueadas por bustos de profetas y coronadas por una escultura de Santa Elena. Las esculturas cuidadosamente hechas están diseñadas individualmente, con una gran variación en la ropa y los atributos. La superestructura en sí consta de once pináculos, con tres pináculos principales que se elevan sobre cada uno de los santos en el panel central. Ha sido alterado en varias ocasiones e incorpora elementos de otros retablos. Originalmente, su composición era puramente arquitectónica, sin elementos botánicos. También es cuestionable si las figuras eran originalmente parte de las superestructuras o si estaban dispuestas de otra manera.